# Brădetu, Argeș
Brădetu este un sat în comuna Brăduleț din județul Argeș, Muntenia, România.
Brădetu este situat pe cursul superior al râului Vâlsan, la 626 m altitudine, în județul Argeș, la 28 km de Curtea de Argeș și la 59 de km de Pitești.

## Istoric
Primul toponim atestat documentar pe teritoriul actualei comune Brăduleț este Brădetu. Documentul care îl menționează a fost emis de voievodul Țării Românești, Radu cel Mare, în cancelaria sa de la Târgoviște, la 14 mai 1506. Actul întărește preotul Aldea fiilor și nepoților săi proprietățile din Crăstinești, Săratul din Jos, Topile, Valea Fântânele și muntele Prislop. În acest context este atestat un schimb de pământ între această familie și călugarii mănăstirii din Brădetu. 
Brădetu dispune de un climat de depresiune intradeluroasă cu aer curat, lipsit de praf și alergeni, cu temperaturi mediii de 17,5 grade Celsius și precipitații de 700 mm.

## Faună unicat
Valea Vâlsanului în zona Brădet cât și în amonte beneficiază de protecție ecologică crescută datorită prezenței în apele râului Vâlsan a unor exemplare de pești Romanichthys valsanicola, fosilă vie, denumită popular asprete 

## Spital de recuperare
În Brădetu există un Spital de Recuperare Balneo-Fizio-Terapeutică cu o capacitate de 200 paturi construit în anul 1975. Principalul factor de cură îl reprezintă apele minerale sodice, bicarbonate, sulfuroase, clorurate, iodurate (cu o mineralizare totală de 0,84-3,08 g/l), descoperite în anul 1888 de către fotograful Ioan Nicolescu. Aceste ape sunt utilizate pentru tratarea afecțiunilor aparatului locomotor (reumatismale degenerative, post-traumatice, neuromotorii etc-), renale și cele ale căilor urinare (stări după infecții urinare, litiază renală), a bolilor hepato-biliare (dischinezie biliară), afecțiuni ale tubului digestiv (gastrite cronice hipoacide, tulburări funcționale ale colonului)endocrine (diabet zaharat de tip II, stări prepuberale la copiii hiper-reactivi, sindrom ovarian de menopauză), a stărilor de surmenaj fizic și intelectual și a asteniei.